# Giovanni Bertone
Giovanni Bertone (10 de agosto de 1884-10 de mayo de 1972) fue un diseñador de automóviles italiano, conocido por haber fundado la empresa Carrozzeria Bertone.

## Semblanza
Bertone nació en 1884 en la localidad piamontesa de Mondovi. Fue el sexto de los siete hijos de una familia de agricultores. Había trabajado como fabricante de ruedas de carruajes y estuvo empleado en Diatto (1907), cuando estableció su propio taller de reparación y construcción de carruajes en Corso Peschiera (1912).
Siendo amigo de Vincenzo Lancia, consiguió contratos de Fiat y así entró en el mercado del diseño de automóviles. Su primera carrocería de fabricación propia se basó en el chasis del (Società Piemontese Automobili) SPA 9000 en 1921. Otro éxito temprano en este momento fue el coche de competición Fiat 501. Posteriormente, Bertone también diseñó numerosos modelos de Lancia. Su hijo Nuccio Bertone (1914-1997) se hizo cargo de la empresa en 1950.
Falleció en 1972 en Turín.